# Harcerstwo do II wojny światowej
Harcerstwo polskie w okresie międzywojennym
Polska odmiana skautingu zwana harcerstwem zaliczała się do czołówki polskich ruchów młodzieżowych w okresie międzywojennym. Harcerstwo, mimo początkowego do niego uprzedzenia pewnej części polskiego społeczeństwa, było ruchem, który w pejzażu organizacji młodzieżowych Polski międzywojennej był najbardziej aktywny i autentyczny. Organizacja harcerska nie była jednak mimo deklarowanej apolityczności wolna od konfliktów wyrastających na podłożu ogólnospołecznych sprzeczności targających ówczesną Polską.

## Spory polityczne i światopoglądowe
Ponieważ ZHP był w okresie międzywojennym ważną i liczebnie znaczącą polską organizacją wychowawczą zawsze znajdował się w centrum uwagi ówczesnych sił politycznych, które za jego pomocą starały się wywierać wpływ na młodzież. Mimo częstego odżegnywania się od polityki, ZHP stanowił ważny element państwa polskiego doby międzywojennej. Wielu znaczących działaczy tamtego okresu wyrosło z harcerstwa jak np.: Jędrzej Giertych, Henryk Glass, Michał Grażyński.
Ważnym elementem w opracowaniach dotyczących historii harcerstwa jest opracowanie Mirosławy Dołęgowskiej-Wysockiej – „Plamy na lilijce, Spory światopoglądowe w ZHP”. Stanowi ono dogłębną analizę przyczyn wewnętrznych konfliktów w ZHP, które od chwili swojego powstania, przez cały okres międzywojenny, nie działało w politycznej próżni. Na jego terenie ścierały się różne orientacje, a o wpływy w organizacji ubiegały się różne ugrupowania polityczne.
O ścieraniu się na terenie harcerstwa różnych tendencji politycznych świadczą między innymi spory o redakcję prawa i przyrzeczenia harcerskiego, których preludium było usunięcie symbolicznego twórcy polskiego harcerstwa Andrzeja Małkowskiego od kierowniczych funkcji w świeżo tworzącym się ruchu. Od tego też momentu, aż do 1945 roku dwa konkurencyjne ze sobą obozy polityczne, sanacja i endecja starały się uzyskać decydujący wpływ na harcerstwo i skupioną w nim młodzież.
W pierwszych latach po odzyskaniu niepodległości większy wpływ na harcerstwo uzyskali zwolennicy endecji. Przewrót majowy w 1926 roku spowodował przejęcie władzy państwowej przez zwolenników Józefa Piłsudskiego. Harcerstwo pozostawało jednak nadal pod wpływem będącej odtąd w opozycji endecji. Dopiero wybór wojewody śląskiego Michała Grażyńskiego na funkcję Przewodniczącego ZHP w 1931 r. dał przewagę sanacji we władzach Związku. W wyniku tego niektórzy zwolennicy endecji wystąpili z ZHP, niektórzy byli prześladowani, toczyły się ostre spory, a nawet procesy sądowe.
Dalszą zorganizowaną działalność harcerską zwolennicy endecji prowadzili w założonym w 1939 przez Stanisława Sedlaczka konspiracyjnym Harcerstwie Polskim (znanym pod kryptonimem Hufce Polskie), które powstało w reakcji na zupełny brak swoich przedstawicieli w lewicowym i sanacyjnym kierownictwie Szarych Szeregów.

## Służba patriotyczna
W czasie wojny polsko-sowieckiej w 1920 roku całe harcerstwo wzięło udział w służbie wojskowej i pomocniczej. Ówczesny Naczelnik Głównej Kwatery Męskiej Stanisław Sedlaczek wraz z Władysławem Nekraszem przeprowadzili, „pospolite ruszenie” harcerzy. W jego wyniku do służby frontowej stanęło około 6000 harcerzy, do służby pomocniczej około 15 000, a do służby wartowniczej i garnizonowej kilkuset. Na front zamiast do Londynu na Zlot Skautowy wyjechała polska drużyna reprezentacyjna.
W połowie czerwca 1920 roku powstała Naczelna Komenda Organizacji Harcerskiej na Warmię i Mazury, która wspierała polską akcję plebiscytową na tych terenach.
W dniach tragicznych wydarzeń zamachu majowego w 1926 roku harcerze i harcerki pełnili służbę samarytańską w różnych punktach Warszawy. Wśród ofiar bratobójczych walk znalazł się drużynowy 40 Warszawskiej Drużyny Harcerzy Mieczysław Bem, który spieszył z pomocą rannemu.
Corocznie organizowane przez związek obozy, biwaki i zloty były kuźnią patriotycznych postaw wśród młodzieży, które zaowocowały w latach okupacji. Wysoki poziom etyczno-moralny ZHP zawdzięczał wybitnym polskim intelektualistom, wśród których na czoło wysuwali się Władysław Witwicki i Władysław Tatarkiewicz. Wywarli oni duży wpływ na czołowych działaczy harcerskich.

## Metodyka harcerska
ZHP w tamtym czasie charakteryzował się dużą elastycznością we wdrażaniu w życie swoich programów wychowawczych. W Organizacji, szczególnie w latach trzydziestych, mogli realizować swoje nowatorskie koncepcje wychowawcze instruktorzy harcerscy. Praktycznym rezultatem tych przemyśleń i działań była działalność społeczna w Organizacji Harcerek ZHP, ruch zuchowy, Koło Instruktorów im. Mieczysława Bema tzw. KIMB oraz Krąg Instruktorów „Złota Strzała”.
3 stycznia 1921 utworzono dwie gałęzie organizacji, na czele żeńskiej stanęła Maria Wocalewska. Program społecznej służby w Organizacji Harcerek wypracowano w Szkole Instruktorek Harcerskich w Buczu koło Skoczowa. Kształcone tam instruktorki przygotowywano nie tylko do pracy w harcerstwie, ale także do roli żon, matek i działaczek społecznych. Zmierzano do ukształtowania modelu społecznej służby harcerek rozumianej jako służba dziecku zwłaszcza wiejskiemu, służba zdrowia oraz służba dla podniesienia poziomu cywilizacyjnego wsi polskiej.
Ruch zuchowy, a ściślej oryginalna metoda zuchowa, opracowana została przez Aleksandra Kamińskiego oraz Jadwigę Zwolakowską w latach 1927–1931, który za podstawę metody przyjął zabawę naśladowniczą. Nadał on ruchowi zuchowemu oryginalne narodowe piętno, oderwał go (u chłopców) od wzorów skautowych „wilcząt”, stworzył całościowy aktualny do dziś metodyczny, programowy i pedagogiczny system wychowania w organizacji dzieci w wieku 8–11 lat.
Instruktorzy harcerscy o demokratycznych, lewicowych poglądach akcentujący większe zainteresowanie harcerstwa dziećmi ze środowisk robotniczych mieli możność samorealizacji w Kole Instruktorów im. Mieczysława Bema oraz w Kręgu Instruktorów „Złota Strzała”.

## Harcerstwo na Kaszubach
Harcerstwo Kaszub północnych rozwijało się w specyficznych warunkach w stosunku do pozostałych ziem polskich. Ludność pochodzenia kaszubskiego podobnie jak inne odłamy Polaków zamieszkujących pogranicze polsko-niemieckie była szczególnie odporna na wszelkie napływające z zewnątrz „nowinki” kulturalne i społeczne. Źródłem tych postaw była specyficzność pogranicza narodowościowego oraz funkcjonowanie wśród ludności kaszubskiej wysokiego poczucia odrębności regionalnej, którą często próbowali wykorzystać dla swoich celów Niemcy.
W sferze odczuć społecznych odrębność regionalna wynikała z całego zestawu stereotypów narosłych w czasie specyficznej drogi rozwoju politycznego, społecznego i kulturalnego ziem Pomorza przed zaborem pruskim i w czasie jego trwania. Pogłębił je trudny proces integracyjny po odzyskaniu niepodległości i złożone problemy, które towarzyszyły młodości odrodzonego państwa polskiego.
Wspomniane poczucie odrębności regionalnej szczególnie ujawniło się na Kaszubach, bo towarzyszyła mu ożywiona działalność kulturalna, społeczna i polityczna środowisk inteligencji kaszubskiej. Działacze kaszubscy w afirmowaniu kaszubszczyzny w nauce i publicystyce musieli rozwiązać problem traktowania dialektu kaszubskiego jako odrębnego języka lub jednej z gwar polskich oraz Kaszubów jako odrębnego narodu lub jednego z plemion polskich.
O tym, że stosunek środowisk działaczy kaszubskich do tych problemów był różny, świadczy fakt wydawania przez nie pism drukowanych całkowicie lub częściowo w języku kaszubskim. Skauting był w tamtym czasie ruchem, który nie tylko hołdował nowoczesnym metodom działania, ale także miał obce niepolskie a tym bardziej niekaszubskie korzenie. Jednakże mimo tych nie sprzyjających okoliczności wielu instruktorów harcerskich było rdzennymi Kaszubami a harcerstwo na Pomorzu systematycznie zwiększało swoje szeregi osiągając w 1938 roku liczbę 12 384 harcerzy i 5233 harcerek.

## Harcerstwo na terenie Niemiec
Swoje korzenie polskie harcerstwo na terenie Niemiec zawdzięcza pierwszym drużynom skautowym konspiracyjnie zakładanym jeszcze przed I wojną światową. Pierwsze drużyny w Niemczech powstały w roku 1912 na terenie Wielkopolski i Pomorza oraz w Berlinie (1913), Westfalii oraz na Górnym Śląsku. Drużyny harcerskie były zakładane w zaborze pruskim przez działaczy niepodległościowych ze Związku Młodzieży Polskiej „Zet”. W 1920 roku w Opolu z inicjatywy Szymona Koszyka powstało Towarzystwo Skautów Opolskich. Początkowo miało ono charakter lokalny i ograniczało się do granic Opolszczyzny dopiero później podporządkowało się Związkowi Harcerstwa Polskiego zachowując jednak dawną nazwę. W 33 regionalnych kołach, m.in. w Grudzicach, Gosławicach, Szczedrzyku i innych, skupiała ona kilkuset członków.[2] W latach 1920–1921 na Śląsku ukazywał się dwutygodnik harcerski wydawany w języku polskim „Harcerz Śląski” redagowany w Bytomiu oraz Cieszynie.[3]
Pierwsza organizacja polskiego harcerstwa w Niemczech, jednocząca liczne polskie organizacje skautowskie, założona została w 1925 roku jako Związek Harcerzy Polskich w Niemczech i pod tą nazwą działała do roku 1927. Dnia 6 maja 1926 na zjeździe organizacji harcerskich w Bytomiu[4] postanowiono utworzyć jednolitą organizację harcerską w Niemczech, którą w 1927 nazwano Związkiem Harcerstwa Polskiego w Niemczech, w skrócie ZHPwN.
W roku 1933 hufcowy Berlińskiego Hufca Harcerstwa Polskiego Edmund Rydziński wkomponował w lilijkę harcerską znak Rodła. Znak ten stał się nowym godłem harcerstwa polskiego na tych terenach. Początkowo spontanicznie pojawiał się na sztandarach drużyn, zastępów i gromad zuchów. Wkrótce został przyjęty jako oficjalny znak Związku Harcerstwa Polskiego w Niemczech i noszony był na tarczach przypiętych do harcerskich bluz oraz widniał na sztandarze organizacji.

## Czasopisma tamtego okresu
- Harcmistrz
- Harcerz

### Ogólna
- Leksykon harcerstwa. Olgierd Fietkiewicz (red.). Warszawa: Młodzieżowa Agencja Wydawnicza, 1988, s. 159–162. ISBN 83-203-1779-7.
- Wacław Błażejewski: Z dziejów harcerstwa polskiego (1910-1939). Warszawa: Młodzieżowa Agencja Wydawnicza, 1985. ISBN 83-203-1714-2. Brak numerów stron w książce
- Mirosława Dołęgowska-Wysocka: Plamy na lilijce. Spory światopoglądowe w harcerstwie w latach 1911–1939. Kraków: Harcerska Oficyna Wydawnicza, 1988. ISBN 83-7028-015-3. Brak numerów stron w książce
- Harcerstwo w dwudziestoleciu międzywojennym. „Znak”. 314–315, s. 999–1073, sierpień–wrzesień 1980. Kraków. ISSN 0044-488X. [dostęp 2017-12-15].

### Regionalna
- Andrzej Gąsiorowski. Harcerstwo polskie na Warmii w latach 1920–1939. „Komunikaty Mazursko-Warmińskie”. 4, 1973. ISSN 0023-3196.brak numeru strony
- Henryk Kapiszewski: Związek Harcerstwa Polskiego w Niemczech. Zarys historyczny ze szczególnym uwzględnieniem lat 1933–1939. Warszawa: Instytut Wydawniczy „PAX”, 1969. Brak numerów stron w książce
- Adam Szymanowicz. Naczelna Komenda Organizacji Harcerskiej na Warmię i Mazury (1920 rok). „Komunikaty Mazursko-Warmińskie”. 2, 2005. ISSN 0023-3196.brak numeru strony